# Germán Villa
Germán Villa Castañeda (* 2. April 1973 in Mexiko-Stadt) ist ein ehemaliger mexikanischer Fußballspieler, der meistens in der Abwehr bzw. im defensiven Mittelfeld agierte.

## Leben

### Verein
Germán Villa erhielt seinen ersten Profivertrag bei seinem Heimatverein América, bei dem er beinahe während seiner gesamten aktiven Karriere (von 1991 bis 2009) unter Vertrag stand und für den er in einem Ligaspiel der Saison 1991/92 gegen den Club León debütierte. Lediglich für einige kurze Etappen spielte er auf Leihbasis 1998 für den spanischen Verein Espanyol Barcelona sowie 1999 und 2009 für den Club Necaxa. In seiner letzten Saison 2009/10 als Profifußballspieler stand er beim Querétaro Fútbol Club unter Vertrag.
Mit dem Club América gewann er zwei Meistertitel (2002 und 2005) sowie je einmal den Supercup (2005) und den CONCACAF Champions’ Cup (2006).

### Nationalmannschaft
Sein Debüt im Dress der mexikanischen Nationalmannschaft gab Villa in einem am 14. Januar 1996 ausgetragenen Länderspiel gegen Mexikos südlichen Nachbarn Guatemala, das mit 1:0 gewonnen wurde.
Bei der Fußball-Weltmeisterschaft 1998 bestritt er die Spiele gegen die Niederlande (2:2) und Deutschland (1:2).
Bei dem 1999 im Land der Azteken ausgetragenen FIFA-Konföderationen-Pokal bestritt Villa alle fünf Spiele der Gastgeber und war somit maßgeblich am bisher größten Erfolg der mexikanischen Nationalmannschaft beteiligt, die das Turnier durch einen 4:3-Finalsieg im Aztekenstadion gegen den Rekordweltmeister Brasilien gewann.
Insgesamt absolvierte Germán Villa 66 Länderspieleinsätze, wobei ihm nicht ein einziger Treffer gelang.
Sein letzter Länderspieleinsatz fand beim 2:1-Sieg gegen Kolumbien am 12. Mai 2002 statt. Für die anschließende Fußball-Weltmeisterschaft 2002 wurde Villa zwar nominiert, kam aber nicht zum Einsatz.

## Erfolge

### Verein
- Mexikanischer Meister: Verano 2002, Clausura 2005
- Mexikanischer Supercup: 2005
- CONCACAF Champions’ Cup: 2006

### Nationalmannschaft
- FIFA Confederations Cup: 1999